# О-Інсіо
О-Інсіо (гал. O Incio, ісп. Incio) — муніципалітет в Іспанії, у складі автономної спільноти Галісія, у провінції Луго. Населення — 2087 осіб (2009).
Муніципалітет розташований на відстані близько 390 км на північний захід від Мадрида, 44 км на південний схід від Луго.
Муніципалітет складається з таких паррокій: Бардаос, Кастело-де-Сомоса, А-Сервела, Ковела, Ейрешальба, Фойлебар, Гоо, О-Оспіталь, О-Інсіо, Лайоса, Носеда, Пасіос, Ребойро, Рендар, Рубіан-де-Сіма, Сан-Педро-до-Інсіо, Сан-Роман-до-Мао, Сан-Сальвадор-до-Мао, Санта-Марія-до-Мао, Санта-Марінья-до-Інсіо, Санталья-де-Бардаос, Сіргейрос, Тольдаос, Траскастро, Віла-де-Моурос, Віларшоан, Віласоуто, О-Вісо.

## Демографія
Динаміка населення (INE ):

## Галерея зображень

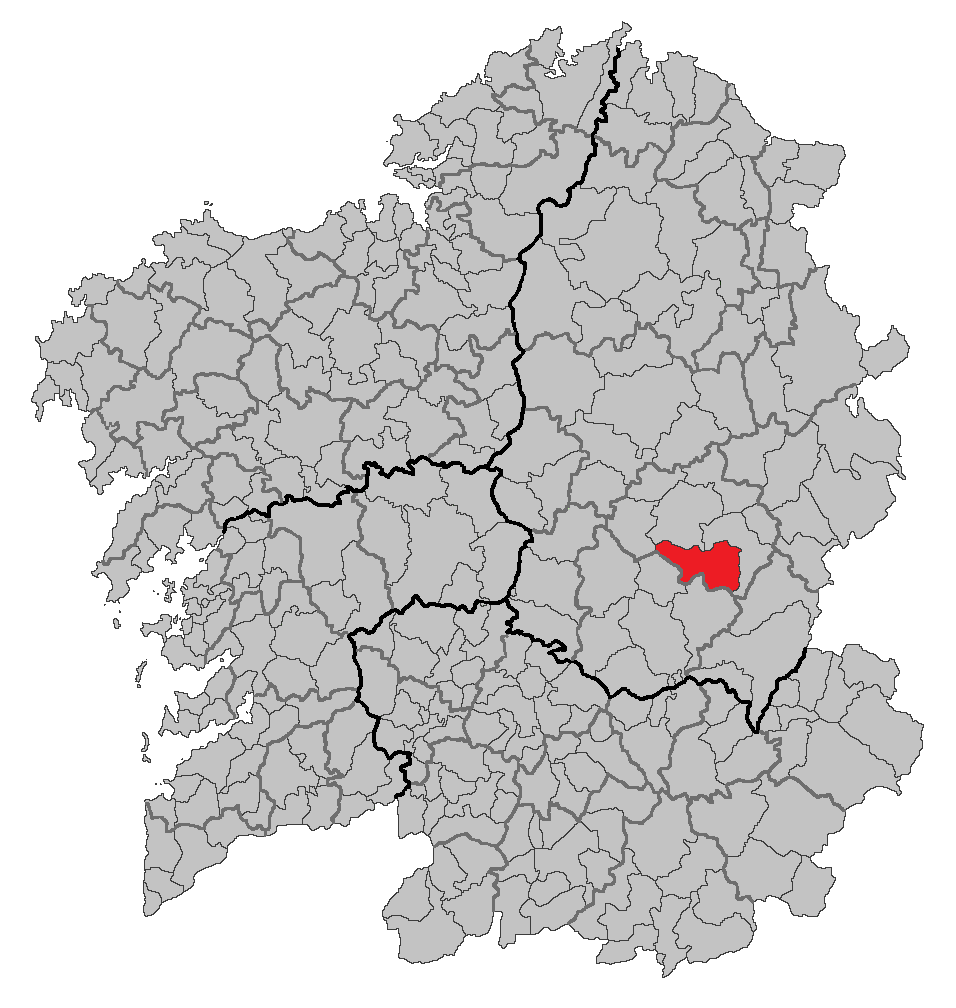
Розташування муніципалітету

## Парафії
Муніципалітет складається з таких парафій: 

## Релігія
О-Інсіо входить до складу Лугоської діоцезії Католицької церкви.